# David MacMillan
David William Cross MacMillan (Bellshill, Escócia, 16 de março de 1968) é um químico britânico. Em 2021 foi laureado com o Nobel de Química juntamente com Benjamin List.
MacMillan estudou na Universidade de Glasgow, onde obteve o bacharelado em 1991, obtendo um doutorado em 1996 na Universidade da Califórnia em Irvine, orientado por Larry Eugene Overman. No pós-doutorado trabalhou com David A. Evans na Universidade Harvard. A partir de 1998 esteve na Universidade da Califórnia em Berkeley e a partir de 2000 no Instituto de Tecnologia da Califórnia, onde tornou-se professor em 2004. Desde 2006 é professor da Universidade de Princeton.
Desenvolveu novos métodos na organocatálise enantioseletiva (asssimétrica) com aplicações na síntese de uma série de produtos naturais. Descobriu novos catalisadores de imínio e desenvolveu mais de 50 novos processos de reação.
É desde 2012 fellow da Royal Society e recebeu em 2004 a Medalha Corday–Morgan da Royal Society of Chemistry. É membro da Academia de Artes e Ciências dos Estados Unidos. Recebeu o Prêmio Ernst Schering de 2015.
É desde 2010 editor do periódico Chemical Science.
Em 2021 foi laureado com o prêmio Nobel de Química em conjunto com Benjamin List.

## Visita ao Brasil
Em abril de 2024, David MacMillan esteve no Brasil para eventos na Universidade do Estado do Rio de Janeiro e na Universidade de São Paulo. No Rio, MacMillan pediu para conhecer a sede de General Severiano, do Botafogo, e foi recebido pela diretoria do Clube.